# لیلو برانکاتو
لیلو برانکاتو (انگلیسی: Lillo Brancato, Jr؛ زادهٔ ۳۰ مارس ۱۹۷۶) هنرپیشه اهل کلمبیا است.

## فیلم‌شناسی
از فیلم‌ها و سریال‌هایی که وی در آن نقش داشته است می‌توان به سوپرانوز، داستانی از برانکس دشمن کشور، بازگشت در روز و ماجراهای پلوتو نش اشاره کرد.